# Konfrontation (Film)
Konfrontation ist ein Schweizer Filmdrama aus dem Jahre 1974 von Rolf Lyssy. Die historisch belegte Geschichte thematisiert die 1936 vollzogene Ermordung des deutschen Landesgruppenleiters der NSDAP in der Schweiz, Wilhelm Gustloff (gespielt von Gert Haucke), durch den in der Schweiz im Exil lebenden Juden David Frankfurter (gespielt von Peter Bollag).

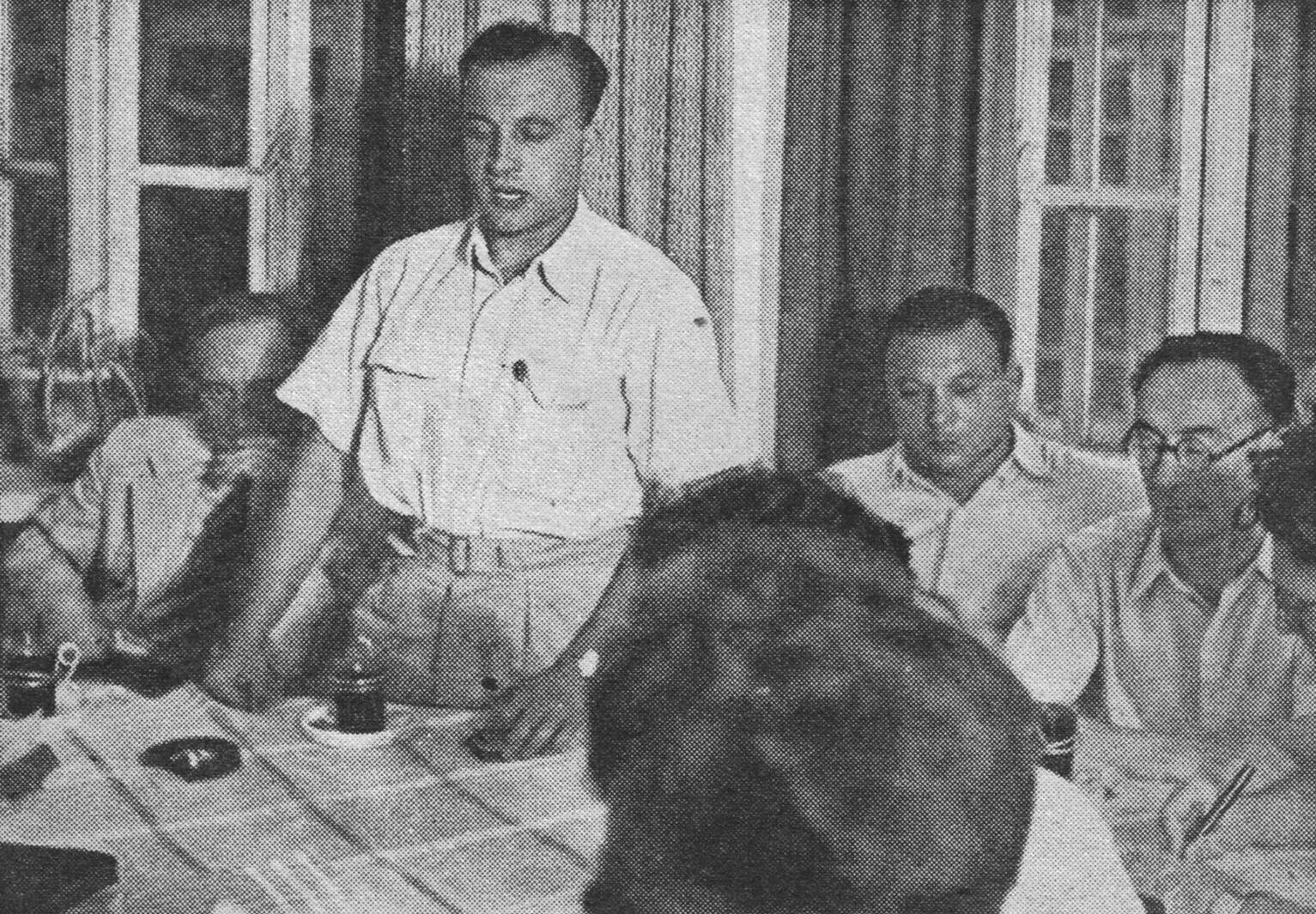
Der reale David Frankfurter (links stehend, im weißen Hemd)

## Handlung
David Frankfurter ist ein jugoslawischer Jude, der zu Beginn der 1930er Jahre nach Deutschland auswanderte. Als nach dem 30. Januar 1933 die jüdische Bevölkerung zahlreichen Drangsalierungen durch das Regime Adolf Hitlers ausgesetzt ist, beschließt Frankfurter noch im selben Jahr, das Land zu verlassen, und lässt sich in der Schweiz nieder. Hier setzt er seine in Deutschland begonnenen Universitätsstudien fort, beobachtet aber auch weiterhin die politischen Entwicklungen im Reich. Eines Tages kommt Frankfurter angesichts der Verbreitung der nazistischen Ideologie auch in der Eidgenossenschaft zu dem Schluss, gegen die antisemitische Barbarei sui generis ein Zeichen zu setzen. Sein Zielobjekt wird der Auslandsvertreter der NSDAP in der Schweiz, Wilhelm Gustloff.
Frankfurter kauft sich eine Schusswaffe und begibt sich nach Davos. Dort sucht er am 4. Februar 1936 den Landesgruppenleiter in dessen Wohnung auf und erschießt ihn. Die Tat wirbelt im In- wie im Ausland gewaltigen Staub auf. Während in der Schweiz die Meinung stark geteilt ist – die einen lehnen jede Bluttat kategorisch ab und fürchten Sanktionen seitens der Hitler-Diktatur, die anderen zeigen klammheimliches Verständnis für den politischen Mord aus ethischen Beweggründen – bereitet die helvetische Justiz den Prozess gegen den Attentäter akribisch vor. Es soll, so lautet das Ziel, ein fairer und nach rechtsstaatlichen Prinzipien angelegter Prozess durchgeführt werden. Jede Provokation gegenüber dem mächtigen Nachbarn im Norden habe zu unterbleiben. Während des Prozesses kooperiert Frankfurter, Sohn des Oberrabbiners Moritz Frankfurter, mit der Justiz und legt all seine Beweggründe offen: Er habe ein Fanal gegen die sich verschärfende Judenverfolgung in Deutschland und in der Schweiz setzen wollen.
Deutschland entsendet einen Rechtsvertreter, der offiziell im Namen der Witwe Gustloffs auftritt, aber primär die offizielle Linie des NS-Staates vertreten soll. Derweil erhebt in Deutschland die NSDAP Gustloff wie bereits zuvor den Nazi-Rowdy Horst Wessel zum Märtyrer der Bewegung und benennt einen KdF-Dampfer nach ihm. Das Gericht erweist sich in seiner Prozessführung als immun gegen alle inneren und äußeren Anfechtungen und bleibt sich seinem selbst auferlegten Prinzip von Recht und Gesetz treu. Frankfurter wird zu 18 Jahren Freiheitsstrafe verurteilt, mit anschließender Ausweisung aus der Schweiz. Kurz nach der Kapitulation des Großdeutschen Reichs wird David Frankfurter am 1. Juni 1945 auf freien Fuß gesetzt und verlässt die Schweiz in Richtung Britisches Mandatsgebiet Palästina.

## Produktionsnotizen
Konfrontation, auch unter dem Langtitel Konfrontation – Das Attentat von Davos bekannt, wurde zum Jahresende 1974 in der deutschsprachigen Schweiz uraufgeführt. Anschließend wurde der Film im Januar 1975 Solothurner Filmfestival und im Mai desselben Jahres auch während der Internationalen Filmfestspiele von Cannes gezeigt. Die deutsche Premiere fand im Juni 1975 auf der Berlinale statt, die deutsche Fernseherstausstrahlung erfolgte am 17. Oktober 1976 in der ARD.
Rudolf Santschi war Produktionsleiter. Edith Peier entwarf die Filmbauten, Sylvia de Stoutz die Kostüme.

## Politische Hintergründe
siehe: Gustloff-Affäre

## Kritiken
Der Spielfilm, im dokumentarischen Schwarzweiß gehalten, fand durchweg positive Resonanz, im In- wie im Ausland. Nachfolgend einige Beispiele:

„Der Film wächst so künstlerisch über das rekonstruierte Dokument hinaus in eine tragfähige historisch-psychologische Interpretation des damaligen Geschehens und hält die Perspektive von der Vergangenheit auf die Gegenwart sowohl menschlich-individuell als auch politisch-gesellschaftlich offen.“

Bei filmpodium.ch heißt es: „Rolf Lyssys Dokudrama schildert den Hergang des Attentats ebenso nüchtern und akribisch wie die darauffolgende Gerichtsverhandlung und zeichnet dabei ein Sittenbild der Schweiz in den Vorkriegsjahren.“
Im Lexikon des Internationalen Films urteilte: „Im halbdokumentarischen Stil, der originale Wochenschauaufnahmen mit Rekonstruktionen ergänzt, werden die Person des Attentäters, seine Beweggründe und der Prozeß gegen ihn geschildert. Trotz seiner Sympathie für Frankfurter weicht der Film auch den Gegenfragen nicht aus und erhält dadurch menschliches Gewicht.“
Auf Cinema heißt es „Rolf Lyssy zeigt die Hintergründe und lässt den 65-jährigen Frankfurter selbst zu Wort kommen (Peter Bollag übernimmt in den Spielszenen). Da Lyssy die Tat nicht wertet, gelingt ihm eine generelle Auseinandersetzung mit Attentaten. Fazit: Differenzierte Chronik eines Anschlags.“